# Mè đất
Bạch thiệt; Mè hoang; Mè đất; Tổ ong; Phòng phong thảo; Cỏ man màn; Tích tú phòng phong (tên khoa học: Leucas zeylanica) là một loài thực vật có hoa trong họ Hoa môi. Loài này được (L.) W.T.Aiton mô tả khoa học đầu tiên năm 1811.